# Fredericia Teater
Fredericia Teater var et teater beliggende på Prinsessegade 29 i Fredericia. Det blev pr. 16. marts 2020 taget under konkursbehandling.
Teatret har siden 13. oktober 2011 udelukkende opsat musicals, der aldrig før er spillet professionelt i Danmark, stort set alle som enten europapremiere eller urpremiere. Derudover danner teatret ramme for et bredt udvalg af arrangementer som stand-up, teater og konferencer.
Fredericia Teater er bl.a. kendt for sin opsætning af Disney's Aladdin - The Musical, som senere blev genopsat på Operaen i København og for Disneys Den Lille Havfrue - The Musical, som også blev genopsat på Operaen. I 2015 havde de en kæmpesucces med Shu-bi-dua - The Musical, 2016 bød på en ny Disney-opsætning med Klokkeren Fra Notre Dame - The Musical, som senere i 2017 blev genopsat på Det Kongelige Teater, og i 2018 havde teatret endnu en Disney-satsning med Tarzan - The Musical.
Udover Disney-musicals har teatret også tidligere i 2018 opført Prinsen Af Egypten - The Musical efter DreamWorks' tegnefilm af samme navn.
Teatrets mål var at afmystificere "nye" forestillinger og vise, hvad musicalgenren kan. De mener, at ikke alle kan lide alt, men der skal være noget for alle.[kilde mangler]

## Historie
Fredericia Teater blev et fuldgyldigt teater i 1883, hvor der blev opført alt fra seriøs dramatik til vaudeviller på scenen. Det lå midt i byen og var en del af bykulturen.
I marts 1945 under Anden Verdenskrig blev teatret jævnet med jorden under schalburgtage. Der var heldigvis ingen tilskadekomne.
I 11 år var Fredericia uden et teater. Men en indsamling blandt byens arbejdende borgere gjorde, at man i 1956 kunne opføre et nyt teater i byens midte, og denne bygning står stadig i dag.
Teateret gik konkurs i marts 2020. Årsagen var dels underskud på forestillingerne Prinsen af Egypten og Tarzan, dels aflysninger i Coronaviruspandemien i 2019-2020.

## Scenerne

### Store Sal
Store Sal kan rumme 811 personer. Den har en balkon med plads til 173 personer.
Det er i Store Sal, at man blandt andet har kunnet opleve Disney-opsætningerne og Shu-bi-dua - The Musical.

### Lille Sal
Lille Sal (indrettet i bygningens tidligere biografsal) har plads til 245 personer.
Det er her, man kan opleve de lidt mindre musicals, som f.eks. Lizzie.

## Opsætninger
- Phantom - danmarkspremiere 6. marts 1998[5] Ikke for at forveksle med Andrew Lloyd Webbers' musical The Phantom of the Opera.
- Avenue Q - danmarkspremiere 13. oktober 2011[6] (senere genopsat med premiere på Nørrebro Teater 19. april 2013). Reumert-nomineret.
- De 3 Musketerer - premiere 25. november 2011.[7]
- Edges - danmarkspremiere 2. februar 2012.[8]
- The Last Five Years - danmarkspremiere 9. marts 2012.[9]
- Juke box - premiere 26. april 2012. (Udviket af Uterus i 10/11 - Genopsat i Glassalen i Tivoli, premiere 28. maj 2013)[10]
- Aladdin - The Musical - europapremiere 4. oktober 2012. (Genopsat i Operaen med premiere 19. juli 2013)[11]
- The Drowsy Chaperone - danmarkspremiere 16. marts 2013. (På dansk: Den Snaldrede Anstaltsdame'’)[12]
- Esaura - urpremiere 19. september 2013.[13]
- Mit Livs Historie, 20.11.2014
- A Midsummer Night's Steam - urpremiere 23. juni 2016[14]
- Lizzie - premiere 20. marts 2014.
- Den Lille Havfrue - The Musical - premiere i Operaen 7. juli 2014 (Genopsat på Fredericia Teater med premiere 28. oktober 2014).
- Ole Lukøje - premiere 27. februar 2015.
- Bleeding Love - premiere 15. april 2015.
- Shu-bi-dua - The Musical - urpremiere 25. september 2015.[15]
- Klokkeren Fra Notre Dame - The Musical - danmarkspremiere 14. oktober 2016[16] (Genopsat på Det Kongelige Teaters Gamle Scene 23. juni 2017[17])
- Legendale - urpremiere 24. marts 2017[18][19]
- Seebach - urpremiere 29. september 2017
- Prinsen Af Egypten - The Musical - verdenspremiere 6. april 2018[20]
- Tarzan - The Musical - danmarkspremiere 5. oktober 2018 (Genopsat i Musikhuset og Falkonersalen i 2019) [21]
- Urinetown (Tissebyen) - premiere 12. april 2019
- Klokkeren Fra Notre Dame - The Musical - Repremiere 4. oktober 2019